# Hypererythrops spinifera
Hypererythrops spinifera är en kräftdjursart som först beskrevs av Hansen 1910.  Hypererythrops spinifera ingår i släktet Hypererythrops och familjen Mysidae. Inga underarter finns listade i Catalogue of Life.